# G. 해널리우스
G. 하넬리우스(G. Hannelius, 1998년 12월 22일 ~ )는 미국의 배우 및 가수이다.